# Nunziante Consiglio
Nunziante Consiglio (Montoro Inferiore, 24 novembre 1964) è un politico italiano.

## Biografia
Iscritto alla Lega Nord, dopo essere stato consigliere comunale e assessore dal 1995 al 1999 ha ricoperto la carica di sindaco del comune di Cazzano Sant'Andrea (BG) dal 1999 al 2009, in seguito è stato vicesindaco e assessore all'Urbanistica e Lavori Pubblici dal 2009 al 2014.
Dopo due insuccessi alle tornate del 2001 e del 2006 (quando è il primo dei non eletti nelle liste della Lega Nord), alle elezioni politiche del 2008 è eletto alla Camera dei Deputati nella circoscrizione Lombardia 2.
È Presidente dal Novembre 2009 delle Tramvie Elettriche Bergamasche, azienda a partecipazione pubblica.
Dal 2008 fa parte della XIV Commissione per le Politiche dell'Unione Europea.
Alle elezioni politiche del 2013 è eletto senatore nelle liste della Lega Nord nella circoscrizione Lombardia.
È il presidente del Padania Calcio, la Selezione di calcio della Padania organizzata dalla Lega.